# Elieser ben Hyrkanos
Elieser ben Hyrkanos gen. der Große, in der Mischna schlicht Rabbi Elieser genannt (mehr als 320mal), war ein jüdischer Gelehrter. Er war Schüler des Jochanan ben Sakkai und gehörte zu den Tannaiten der 2. Generation (90–130 n. Chr.).
Rabbi Elieser wurde zwar wegen Widerspruchs gegen die Mehrheit in Bann (herem) gelegt, war aber gleichwohl eine führende Gestalt und Held von Legenden.
Er bewahrte Überlieferungen aus der Zeit vor der Tempelzerstörung 70 n. Chr. (Mischnatraktat Para). In Aboth II., 11 wird er charakterisiert als verkalkte Zisterne, die keinen Tropfen verliert (= der nichts vom Gelernten und Gehörten vergisst). Und weiter heißt es über ihn (II.,12): Wenn alle Weisen Israels auf einer Waagschale wären und Elieser, Sohn des Hyrkanos, auf der andern, würde dieser sie alle aufwiegen (noch „gewichtiger“ soll allerdings Eleasar, Sohn des Arach, gewesen sein, der allein in einer Waagschale alle Weisen Israels plus Rabbi Elieser in der anderen Waagschale aufgewogen haben soll; über diesen Eleasar ben Arach, einen der fünf vorzüglichsten Schüler des Jochanan ben Sakkai, sind aber keine weiteren historischen Zeugnisse erhalten geblieben).
Oft (vor allem wegen seiner Ablehnung von Neuerungen innerhalb der Halacha) befand sich Rabbi Elieser in Disput mit Jehoschua ben Chananja und Aqiba (ben Josef) (der sein eigener Schüler war). Trotz seines Konservatismus ging er dem nüchternen Jischmael in seiner Auslegungspraxis noch viel zu weit, so dass Jischmael ihm zurief: Siehe, du sagst zur Schrift: Sei still, bis ich dich auslege! (Sifra, Tazria Negaim 13,2, W. 68b).
Elieser lehrte in Lydda und führte die pharisäische Tradition in Jawne weiter. Eine Zuordnung zu Bet Hillel (Schule des Hillel) oder Bet Schammai (Schule des Schammai) ist jedoch nicht möglich.
Die häufig in der Sekundärliteratur zu findende Annahme seiner Hinneigung zum Christentum ist ohne Beleg in den Quellen.